# Premio Pulitzer: Editorial
El Premio Pulitzer: Editorial es una de las catorce categorías del Premio Pulitzer que se otorga anualmente para el Periodismo. Se ha otorgado desde 1917 para la escritura editorial distinguida, la prueba de la excelencia en la claridad de estilo, en propósito moral, en el razonamiento lógico y en el poder para influir en la opinión pública en lo que el escritor concibe como la dirección correcta.

## Ganadores
- 1917: New-York Tribune.
- 1918: The Courier-Journal .
- 1919: no hubo entrega
- 1920: Harvey E. Newbranch, Evening World Herald (Omaha, Nebraska).
- 1921: no hubo ganador
- 1922: Frank M. O'Brien, New York Herald.
- 1923: William Allen White,  Emporia Gazette .
- 1924: Boston Herald.
- 1925: Charleston News and Courier.
- 1926: Edward M. Kingsbury, The New York Times.
- 1927: F. Lauriston Bullard, Boston Herald.
- 1928: Grover Cleveland Hall, Montgomery Advertiser.
- 1929: Louis Isaac Jaffe, The Virginian-Pilot (Norfolk).
- 1930: no hubo entrega
- 1931: Charles S. Ryckman, Fremont Tribune (Fremont, Nebraska).
- 1932: no hubo entrega
- 1933: The Kansas City Star.
- 1934: E. P. Chase, Atlantic News-Telegraph (Iowa).
- 1935: no hubo entrega
- 1936: Felix Morley, The Washington Post.
- 1936: George B. Parker, Scripps-Howard Newspapers.
- 1937: John W. Owens, The Baltimore Sun.
- 1938: William Wesley Waymack, Des Moines Register.
- 1939: Ronald G. Callvert, The Oregonian (Portland, OR).
- 1940: Bart Howard, St. Louis Post-Dispatch.
- 1941: Reuben Maury, New York Daily News.
- 1942: Geoffrey Parsons, New York Herald Tribune.
- 1943: Forrest W. Seymour, Des Moines Register.
- 1944: Henry J. Haskell, The Kansas City Star.
- 1945: George W. Potter, The Providence Journal-Bulletin.
- 1946: Hodding Carter, Delta Democrat-Times (Greenville, Mississippi).
- 1947: William H. Grimes, The Wall Street Journal.
- 1948: Virginius Dabney, Richmond Times-Dispatch.
- 1949: John H. Crider, Boston Herald.
- 1950: Carl M. Saunders of Jackson Citizen Patriot (Michigan).
- 1951: William Harry Fitzpatrick, New Orleans States.
- 1952: Louis LaCoss, St. Louis Globe Democrat.
- 1953: Vermont Connecticut Royster, The Wall Street Journal.
- 1954: Don Murray, Boston Herald.
- 1955: Royce Howes, Detroit Free Press.
- 1956: Lauren K. Soth, Register and Tribune (Des Moines, Iowa).
- 1957: Buford Boone, The Tuscaloosa News.
- 1958: Harry Ashmore, Arkansas Gazette.
- 1959: Ralph McGill, The Atlanta Constitution.
- 1960: Lenoir Chambers, The Virginian-Pilot .
- 1961: William J. Dorvillier, The San Juan Star.
- 1962: Thomas M. Storke, Santa Barbara News-Press.
- 1963: Ira B. Harkey Jr., Pascagoula Chronicle.
- 1964: Hazel Brannon Smith, Lexington Advertiser.
- 1965: John R. Harrison, The Gainesville Sun (Florida).
- 1966: Robert Lasch, St. Louis Post-Dispatch.
- 1967: Eugene Patterson, The Atlanta Constitution.
- 1968: John S. Knight, Knight Newspapers.
- 1969: Paul Greenberg, Pine Bluff Commercial (Pine Bluff, Arkansas).
- 1970: Philip L. Geyelin, The Washington Post.
- 1971: Horance G. Davis Jr., The Gainesville Sun (Florida).
- 1972: John Strohmeyer. Bethlehem Globe-Times (Bethlehem, PA).
- 1973: Roger B. Linscott, The Berkshire Eagle (Pittsfield, Massachusetts).
- 1974: F. Gilman Spencer, The Trentonian (Trenton, New Jersey)-
- 1975: John Daniell Maurice, Charleston Daily Mail.
- 1976: Philip P. Kerby, Los Angeles Times.
- 1977: Warren L. Lerude, Foster Church y Norman F. Cardoza, Reno Evening Gazette and Nevada State Journal.
- 1978: Meg Greenfield, The Washington Post.
- 1979: Edwin M. Yoder Jr., Washington Star
- 1980: Robert L. Bartley, The Wall Street Journal
- 1981: no hubo entrega
- 1982: Jack Rosenthal, The New York Times
- 1983: Editorial comitiva, The Miami Herald.
- 1984: Albert Scardino, Georgia Gazette.
- 1985: Richard Aregood, Philadelphia Daily News.
- 1986: Jack Fuller, Chicago Tribune,
- 1987: Jonathan Freedman, Tribune (San Diego, California).
- 1988: Jane Healy, Orlando Sentinel.
- 1989: Lois Wille, Chicago Tribune.
- 1990: Thomas J. Hylton, Pottstown Mercury (Pennsylvania).
- 1991: Ron Casey, Harold Jackson y Joey Kennedy, The Birmingham News.
- 1992: Maria Henson, Lexington Herald-Leader (Kentucky).
- 1993: no hubo entrega
- 1994: R. Bruce Dold, Chicago Tribune.
- 1995: Jeffrey Good, St. Petersburg Times (Florida).
- 1996: Robert B. Semple, Jr., The New York Times.
- 1997: Michael Gartner, Daily Tribune (Ames, Iowa).
- 1998: Bernard L. Stein, Riverdale Press (The Bronx, New York).
- 1999: Editorial comitiva (nombre individual), New York Daily News.
- 2000: John C. Bersia, Orlando Sentinel.
- 2001: David Moats, Rutland Herald.
- 2002: Alex Raksin y Bob Sipchen, Los Angeles Times.
- 2003: Cornelia Grumman, Chicago Tribune.
- 2004: William R. Stall, Los Angeles Times.
- 2005: Tom Philp, Sacramento Bee.
- 2006: Rick Attig y Doug Bates, The Oregonian .
- 2007: New York Daily News.
- 2008: no hubo ganador
- 2009: Mark Mahoney, The Post-Star (Glens Falls, NY).[1]
- 2010: Tod Robberson, Colleen McCain Nelson, y William McKenzie, The Dallas Morning News.
- 2011: Joseph Rago, The Wall Street Journal.
- 2012: no hubo ganador
- 2013: Tim Nickens y Daniel Ruth, Tampa Bay Times.
- 2014: The Oregonian.
- 2015: Kathleen Kingsbury, de The Boston Globe.
- 2016: John Hackworth y Brian Gleason, del Sun Newspapers, Charlotte Harbor, Florida.
- 2017: Art Cullen, de The Storm Lake Times, Storm Lake.